# Gomora (bướm đêm)
Gomora  là một chi bướm đêm thuộc họ Erebidae.